# Rivière Aigneau
Der Rivière Aigneau ist ein ca. 145 km langer rechter Nebenfluss des Rivière aux Mélèzes im Norden der kanadischen Provinz Québec.

## Flusslauf
Der Rivière Aigneau hat seinen Ursprung in einem kleinen namenlosen 403 m hoch gelegenen See. Er fließt anfangs in überwiegend nördlicher Richtung durch die Landschaft des Kanadischen Schildes. Nach 83 Kilometern erreicht er das Südufer des Lac Aigneau, den er auf einer Länge von 11 Kilometern durchfließt und nahe dessen nördlichen Seeendes wieder verlässt. Er wendet sich nun auf einer Strecke von 27 km in Richtung Nordnordost, bevor er auf den letzten 20 Kilometern nach Norden dreht und schließlich auf den Rivière aux Mélèzes trifft.